# Bernhard Jensen
Pour les articles homonymes, voir Jensen.
Bernhard Jensen, né le 16 février 1912 à Odense et mort le 17 juin 1997 à Lejre, est un kayakiste danois pratiquant la course en ligne.

## Palmarès

### Jeux olympiques (course en ligne)
- 1948 à Londres
  -  Médaille d'argent en K-2 1 000 m [1]